# Cleistanthus stipitatus
Cleistanthus stipitatus är en emblikaväxtart som först beskrevs av Henri Ernest Baillon, och fick sitt nu gällande namn av Johannes Müller Argoviensis. Cleistanthus stipitatus ingår i släktet Cleistanthus och familjen emblikaväxter.
Artens utbredningsområde är Nya Kaledonien. Inga underarter finns listade i Catalogue of Life.